# Rick Berry (Eishockeyspieler)
Rick Berry (* 4. November 1978 in Birtle, Manitoba) ist ein ehemaliger kanadischer Eishockeyspieler, der zuletzt für die Füchse Duisburg aus der Deutschen Eishockey Liga als Verteidiger spielte.

## Karriere
Berry begann seine Karriere in der kanadischen Juniorenliga Western Hockey League bei den Seattle Thunderbirds. Dort spielte er gemeinsam mit Patrick Marleau und Mark Parrish. Beim NHL Entry Draft 1997 wurde der Linksschütze in der dritten Runde an 55. Stelle von der Colorado Avalanche ausgewählt. Von 1998 bis 2000 spielte Berry zunächst ausschließlich im Farmteam von Colorado, den Hershey Bears, in der American Hockey League, ehe er in der Saison 2000/01 zu seinem Debüt in der National Hockey League kam. Im folgenden Jahr war der Verteidiger fester Bestandteil des NHL-Teams aus Denver, wechselte jedoch schließlich im März 2002 im Zuge eines Tauschgeschäfts zu den Pittsburgh Penguins, wo er die Spielzeit beendete. Zur Saison 2002/03 unterschrieb der Kanadier einen Vertrag bei den Washington Capitals, für die er seine einzigen Tore in der NHL erzielte.
In der darauffolgenden Spielzeit ging Berry neben der NHL auch in der AHL für die Portland Pirates, dem Farmteam der Capitals, aufs Eis. In dieser Saison bestritt der Kanadier seine letzten Einsätze in der höchsten nordamerikanischen Profiliga und spielte anschließend in der AHL für die Utah Grizzlies, San Antonio Rampage und Milwaukee Admirals, ehe er 2006 einen Vertrag bei den New York Islanders unterschrieb. Zu einem Einsatz für die Islanders in der NHL kam es allerdings nicht, sodass Berry wieder in der AHL eingesetzt wurde, diesmal bei den Bridgeport Sound Tigers, dem Farmteam der Islanders. Im Sommer 2007 zog es den Abwehrspieler zu den Springfield Falcons, wo er seine insgesamt neunte AHL-Saison absolvierte.
Zur Saison 2008/09 unterschrieb Rick Berry einen Vertrag beim EV Duisburg aus der Deutschen Eishockey Liga, für die er bis zu dessen Insolvenz aufs Eis ging. Im Anschluss beendete der Verteidiger seine aktive Karriere.

## Karrierestatistik
(Legende zur Spielerstatistik: Sp oder GP = absolvierte Spiele; T oder G = erzielte Tore; V oder A = erzielte Assists; Pkt oder Pts = erzielte Scorerpunkte; SM oder PIM = erhaltene Strafminuten; +/− = Plus/Minus-Bilanz; PP = erzielte Überzahltore; SH = erzielte Unterzahltore; GW = erzielte Siegtore; 1 Play-downs/Relegation; Kursiv: Statistik nicht vollständig)